# Pfarrkirche Oberwölbling

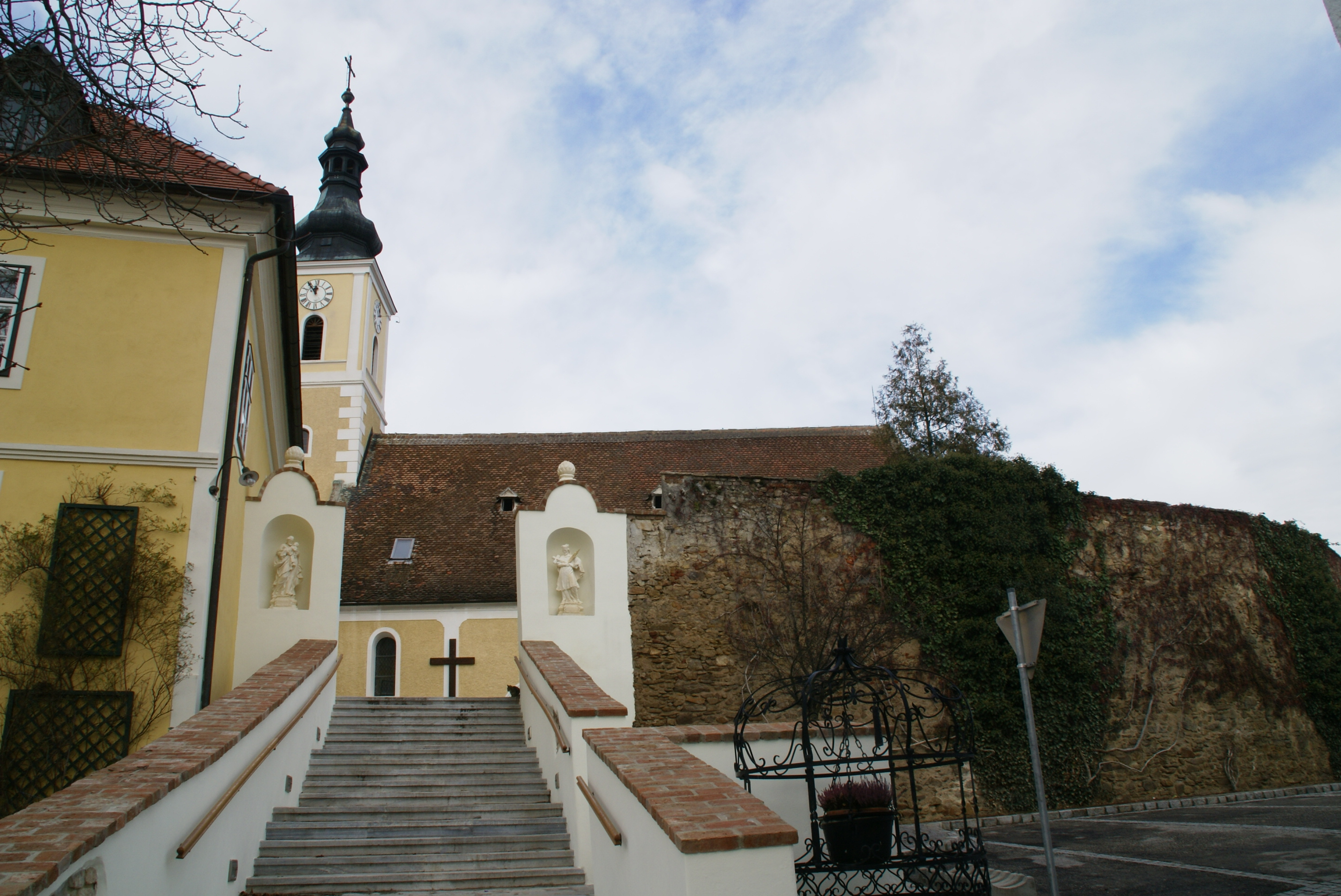
Katholische Pfarrkirche Hll. Peter und Paul in Oberwölbling

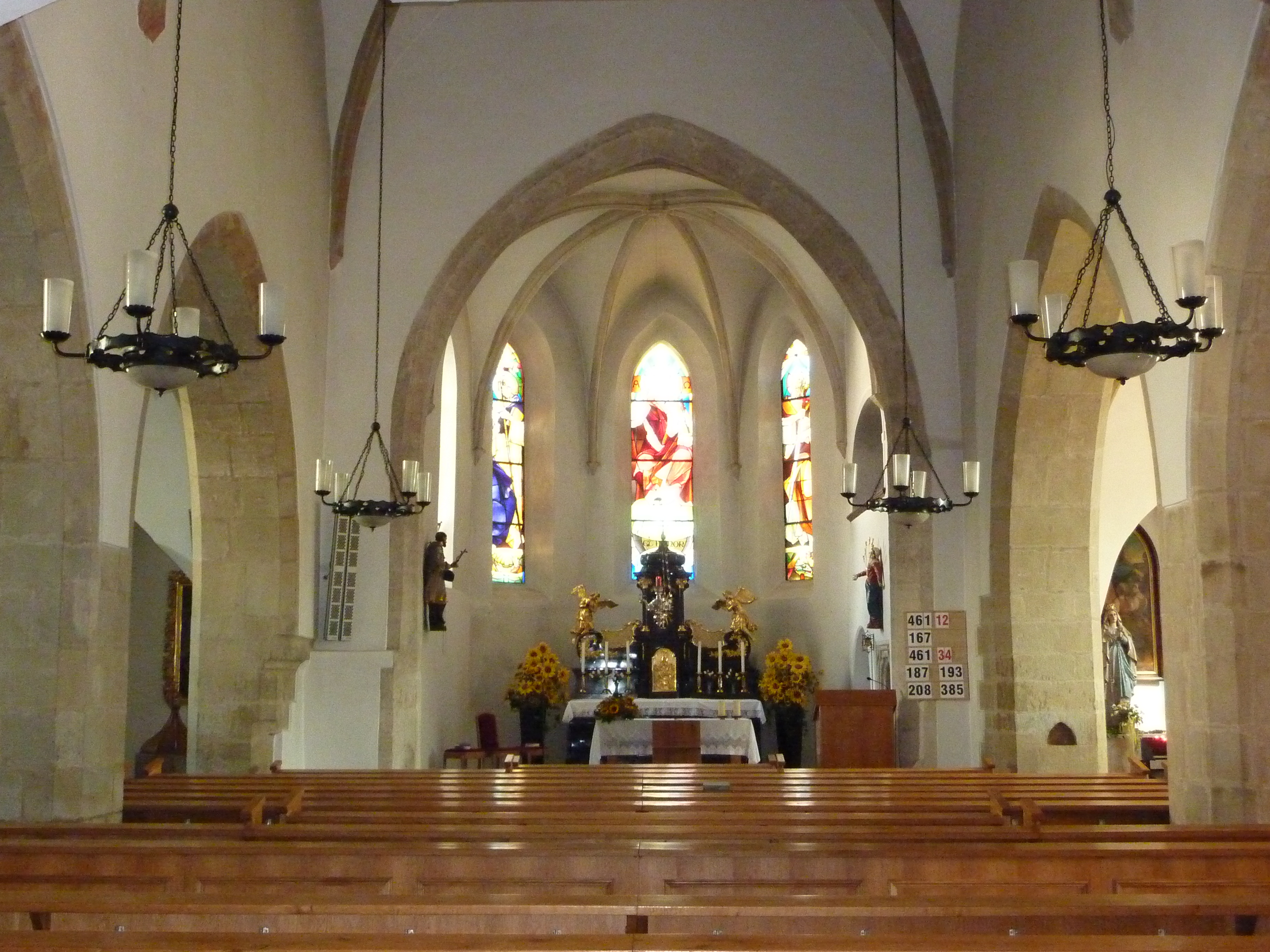
Mittelschiff, Blick zum Chor

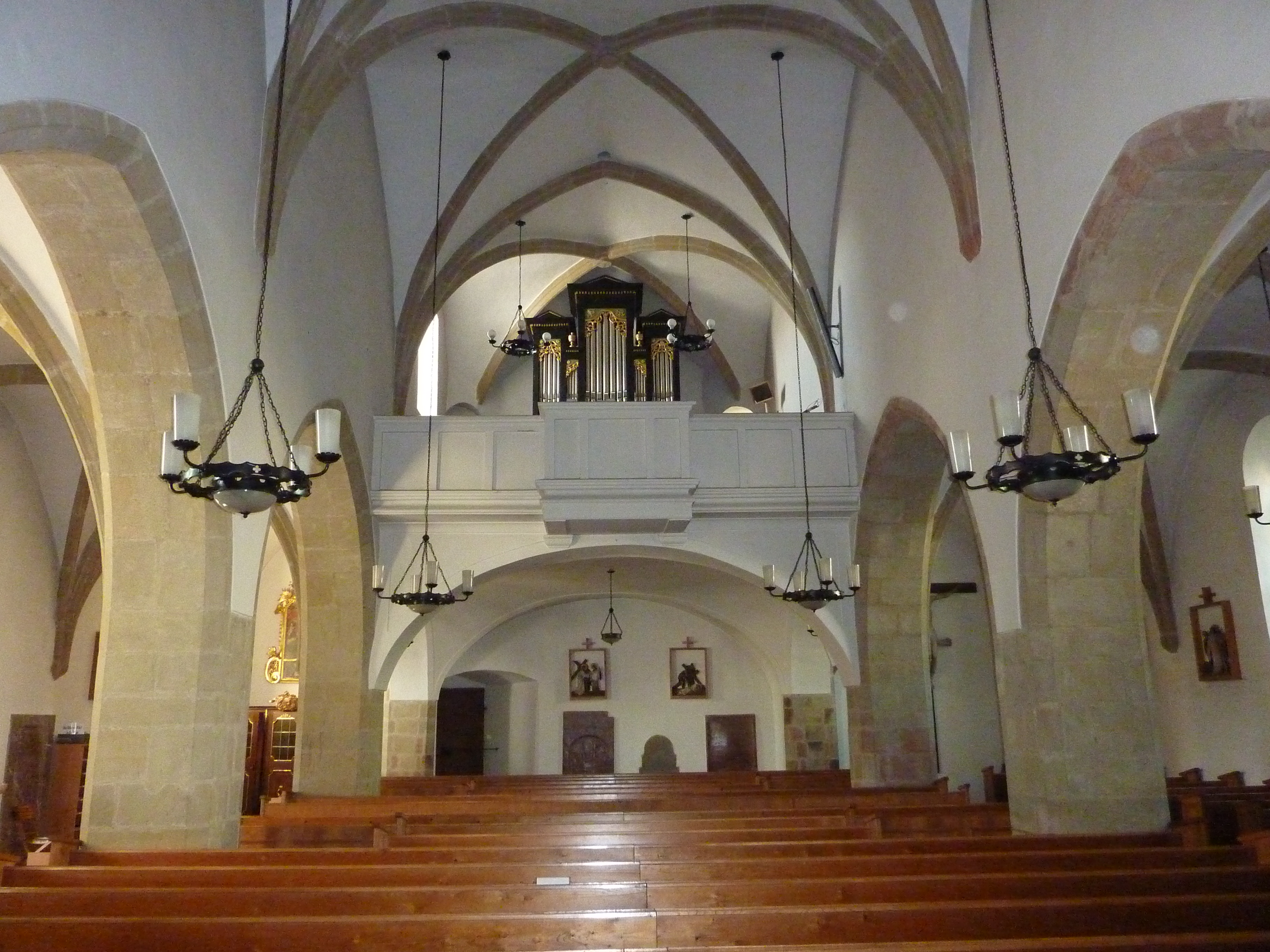
Mittelschiff, Blick zur Orgelempore

Die römisch-katholische Pfarrkirche Oberwölbling steht in der Ortschaft Oberwölbling in der Marktgemeinde Wölbling in Niederösterreich. Die dem Patrozinium Hll. Peter und Paul unterstellte Pfarrkirche gehört zum Dekanat Göttweig in der Diözese St. Pölten. Die ehemalige Wehrkirche mit einer Wehrmauer mit zwei Türmen steht unter Denkmalschutz (Listeneintrag).

## Geschichte
Die Gründung des Bistums Salzburg erfolgte im 9. Jahrhundert, Oberwölbling wurde im 12. Jahrhundert Pfarre. Von 1198 bis 1806 war die Pfarre dem Salzburger Domkapitel unterstellt. Die Kirche wurde 1972/1973 innen und 1982 außen restauriert.

## Architektur
Die Kirche steht auf einer teils künstlichen Terrainstufe im Norden des Ortes. Sie ist im Süden, Osten und Norden von einer teils zweigeschoßigen, spätmittelalterlichen Wehrmauer mit rechteckigen Schießscharten umgeben. Zwei mit Holzschindeln gedeckte Rundtürme befinden sich an der Nordost- und der Nordwestecke. An der Südseite führt eine einläufige Treppe zum Südportal. Südlich gibt es einen Treppenaufgang. Am Fuße der Treppe steht eine Statue des hl. Florian aus der ersten Hälfte des 18. Jahrhunderts auf einem Volutensockel, beim Durchlass in die Tormauer befinden sich flankierend in Rundbogennischen Statuen der Heiligen Johannes Nepomuk und Josef aus der Mitte des 18. Jahrhunderts.
Das Kirchenäußere der ehemaligen Kirchenburg zeigt sich heute als barockisierte, spätgotische Pseudobasilika mit einem rund schließenden Hauptchor und einem vorgestellten Westturm. Das Langhaus unter einem hohen Satteldach zeigt eine erneuerte barocke Rieselputzfassade, barocke Rundbogenfenster und ein spätgotisches spitzbogiges Südportal mit einem erneuerten profilierten Gewände. Die Türblätter sind neugotisch. Die geraden Seitenschiffabschlüsse zeigen sowohl im Osten wie im Westen überleitende geschweifte Giebelflanken. Der barock abgerundete spätgotische Hauptchor ist gegliedert mit Spitzbogenfenstern und Strebepfeilern und hat unter der Traufe kleine Ochsenaugen. Der massive spätgotische Westturm zeigt angepützte Ortssteine, der Turm wurde 1846 erhöht und erhielt einen neubarocken Zwiebelhelm mit einer hohen Laterne. Südlich am Turm steht ein Anbau mit einer Innentreppe. Südlich am Chor steht ein zweigeschoßiger Sakristeianbau.
Die Kirche ist eine dreischiffige, dreijochige Staffelhalle wohl aus der Mitte des 15. Jahrhunderts. Das Langhaus ist einheitlich kreuzrippengewölbt auf quadratischen Pfeilern bzw. Konsolen, die Seitenschiffe sind zum Mittelschiff mit Spitzbogenarkaden geöffnet. Die barocke Westempore im Mittelschiff ist platzlunterwölbt und hat eine balkonartig vorgebaute Brüstung. Der eingezogene Triumphbogen ist im Mittel- und Nordschiff spitzbogig, im Südschiff rundbogig. Der Staffelchor hat einen einjochigen Hauptchor mit einem Fünfachtelschluss und einem Kreuzrippengewölbe auf konkaven, polygonalen Konsolen aus der ersten Hälfte des 14. Jahrhunderts. Südseitig im Schluss befindet sich ein spätgotisches verstäbtes Schulterportal aus 1513 mit einem eisenbeschlagenen originalen Türblatt und Schloss zur Sakristei. Darüber zeigt sich die segmentbogig geöffnete barocke Empore, die einjochigen Nebenchöre schließen gerade und haben jochtiefen Rundbogenöffnungen zum Hauptchor, die Gewölbe mit Birnstabrippen zeigen an den südlichen Konsolen einen Widderkopf und Bäumchen aus dem Anfang des 14. Jahrhunderts.
Die Glasmalereien im Chor mit der Darstellung von Petrus, Christus König und Paulus sind Arbeiten von K. Knapp/Franz Pitza aus dem Jahr 1949. In den Glasfenstern aus dem 19. Jahrhundert in den Seitenschiffen sind das Kreuz Christi mit den Leidenswerkzeugen und ein Kreuz mit einem Marienmonogramm und dem Schmerzensreichen Herz Mariä dargestellt, beide floral gerahmt.

## Ausstattung
Der Hochaltar aus der Mitte des 18. Jahrhunderts hat einen freistehenden Altartisch mit einem neobarocken von Engelsfiguren flankierten Tabernakelaufsatz von Leopold Hofer 1904. Das ehemalige Hochaltarblatt Abschied der Apostelfürsten schuf Bartolomeo Altomonte 1774.
Die Kreuzwegreliefs schuf Max Oberhuber 1904.
Die Orgel baute 1849 Franz Meindl mit einem fünfteiligen klassizistischen Gehäuse.  Eine Glocke nennt Mathias Prininger 1688, eine weitere Ferdinand Drackh 1736.

## Grabdenkmäler
Außen südlich an der Langhauswand:
- Relief Christus am Ölberg aus dem Anfang des 15. Jahrhunderts.
- Grabplatte zu Ferdinand Fischer 1725.

Innen:
- Grabplatte mit Relief von drei Figuren, weibliche Heilige, hl. Petrus, kniender Priester, 1450.
- Niglas Raimhart von Grasmugl 1549.
- Vier Grabplatten der Lassberg aus dem 16. und 17. Jahrhundert.
- Hans von Krenberg 1502.
- Priestergrabplatte Johann G. Scheibenbogen 1704.